# Завозяев, Игорь Иванович
Игорь Иванович Завозяев (род. 1967) — сотрудник российских органов государственной безопасности, генерал-лейтенант.

## Биография
Игорь Иванович Завозяев родился 27 сентября 1967 года в посёлке Зубова Поляна Мордовской АССР. После окончания средней школы прошёл срочную службу в рядах Вооружённых Сил СССР. Окончил Мордовский государственный университет имени Н. П. Огарёва. С 1991 года работал директором Центра международных связей «Глобус».
В 1996 году поступил на службу в органы Федеральной службы безопасности Российской Федерации. Начинал службу оперуполномоченным в Мордовском республиканском Управлении ФСБ России, прошёл путь до начальника отдела экономической безопасности. Окончил Академию Федеральной службы безопасности Российской Федерации. В январе 2010 года назначен заместителем начальника Управления ФСБ России по Тамбовской области.
С сентября 2011 года являлся начальником Управления ФСБ России по Ивановской области, позднее руководил Саратовским областным Управлением. С августа 2019 года возглавляет Управление Федеральной службы безопасности по Нижегородской области, одновременно является куратором работы территориальных Управлений ФСБ в Приволжском федеральном округе.
Кандидат психологических наук. Награждён орденами и медалями.